# Teofil Waligórski
Teofil Waligórski herbu Odrowąż (ur. 5 marca 1859 w Mroczkowie, zm. 12 sierpnia 1913 w Ojcowie) – polski polityk, dziennikarz, publicysta polityczny, urzędnik. Jeden z głównych twórców Narodowej Demokracji.

## Życiorys
Urodził się w Mroczkowie w guberni radomskiej jako piąte dziecko Adama Waligórskiego (zm. 1889), urzędnika górniczego, m.in. zawiadowca Zakładów Górniczych w Mroczkowie i Karoliny z domu Knake (córka Karola Knakego budowniczego m.in. zakładów w Rejowie, zespół zakładu wraz z osiedlem przemysłowym w Sielpii Wielkiej i zespołu walcowni Nietulisku Dużym). Uczęszczał do prywatnej szkoły Hillera w Kielcach, a następnie do tamtejszego gimnazjum państwowego. Pracował początkowo jako górnik w kopalni, później jako urzędnik w składzie aptecznym i w fabryce Kraszewskiego w Warszawie (od 1878). Po jej zamknięciu uzyskał urzędniczą posadę w fabryce Towarzystwa Akcyjnego „Rudzki i Ska” w Warszawie, gdzie przepracował następne 20 lat.
Od 1893 był członkiem Ligi Narodowej. Wchodził w skład jej Komitetu Centralnego (1896–1905, 1910–1913), Komitetu Krajowego (1893–1906) i Rady Głównej (1913). Był także kierownikiem Ligi Narodowej na Królestwo Polskie oraz jej komisarzem na Warszawę (do 1902) i z tej racji brał udział w jej corocznych zjazdach. Jako delegat Komitetu Centralnego Ligi Narodowej do spraw kresów północno-wschodnich założył koło Ligi w Wilnie (1897). Redagował wydawaną w Opolu „Pochodnię”, pismo informacyjne dla zaboru rosyjskiego (1899–1900). Uczestniczył w zebraniu założycielskim Towarzystwa Oświaty Narodowej (1899) i wszedł w skład jego pierwszego Koła Głównego (zarządu). W 1900 przystąpił do spółki, która zakupiła kopalnię „Niwka” w Sosnowcu i został jej administratorem. W jego ówczesnym mieszkaniu mieścił się skład nielegalnych druków. Działał też w Towarzystwie Opieki nad Unitami.
W 1904 poprowadził do Rzymu pielgrzymkę unicką, mającą poinformować Watykan o położeniu grekokatolików pod rządami rosyjskimi. Po sprzedaży kopalni (1904) został administratorem dóbr Czartoryskich w Ojcowie. Uzyskał mandat poselski do I Dumy z guberni kieleckiej. Wchodził do zespołu opracowującego regulamin Koła Polskiego oraz do jego siedmioosobowego prezydium (Komisji Parlamentarnej). Po rozwiązaniu I Dumy powrócił do Warszawy i od października 1906 do lipca 1908 redagował warszawski dziennik „Naród”. Zrezygnował z kandydowania do II Dumy, brał jednak czynny udział w akcji wyborczej do tej izby, wielokrotnie przemawiając na organizowanych przez narodowców wiecach wyborczych. 27 stycznia 1907 wszedł, na miejsce Jana Bielawskiego, z ramienia Stronnictwa Narodowo-Demokratycznego do Centralnego Komitetu Wyborczego w Warszawie (pod prezesurą Henryka Sienkiewicza). Pod koniec 1908 zrezygnował ze względu na chorobę serca z pracy dziennikarskiej i powrócił do Ojcowa (mieszkał wraz z rodziną w willi Pod Orłem), który otrzymał w dzierżawę.
Uchodził za jednego z najbliższych współpracowników Romana Dmowskiego, niemniej jednak należał wraz ze Stanisławem Bukowieckim i Zbigniewem Paderewskim do przeciwników jego ugodowej polityki w Dumie. Po rozłamie, jaki nastąpił w Komitecie Centralnym Ligi Narodowej w 1909, wycofał się z czynnej działalności politycznej.
Wiosną 1913 przeszedł operację serca, a rekonwalescencję odbywał w Merano. Zmarł na gruźlicę 12 sierpnia 1913 w Ojcowie, a 15 sierpnia został pochowany na cmentarzu w Smardzowicach koło Ojcowa. W pogrzebie Teofila Waligórskiego wziął udział jego przyjaciel Roman Dmowski, który zawarł o nim osobiste wspomnienie w „Gazecie Warszawskiej” oraz liście do Karola Raczkowskiego z 19 sierpnia 1913 – w osobie Waligórskiego odchodził drugi człowiek po Janie Ludwiku Popławskim z „tak zgranej swego czasu piątki”.

## Życie prywatne
Od 1885 był żonaty z Natalią z domu Galle; z małżeństwa tego narodziło się czworo dzieci: Marian Waligórski (ur. 5 marca 1887, zm. 13 maja 1940 bezdzietnie), Jadwiga (zmarła w wieku 5 lat), Irena Michalina Waligórska (dr filozofii Uniwersytetu Warszawskiego, ur. 28 czerwca 1901, zm. 16 sierpnia 1972) wyszła za Edwarda Muszalskiego (dr prawa międzynarodowego Uniwersytetu Warszawskiego), oraz Hanna Waligórska (wybitny pedagog, ur. 20 listopada 1897, zm. bezdzietnie 20 marca 1978).